# Леншуйцзян
Леншуйцзян (кит. спр. 冷水江市, піньїнь: Lĕngshuĭjiāng Shì) — місто-повіт в південнокитайській провінції Хунань, складова міста Лоуді.

## Географія
Леншуйцзян лежить у центрі префектури на річці Цзицзян (басейн озера Дунтін).

### Клімат
Місто знаходиться у зоні, котра характеризується вологим субтропічним кліматом. Найтепліший місяць — липень із середньою температурою 28 °C (82.4 °F). Найхолодніший місяць — січень, із середньою температурою 4.7 °С (40.5 °F).
| Клімат Леншуйцзяна      | Клімат Леншуйцзяна | Клімат Леншуйцзяна | Клімат Леншуйцзяна | Клімат Леншуйцзяна | Клімат Леншуйцзяна | Клімат Леншуйцзяна | Клімат Леншуйцзяна | Клімат Леншуйцзяна | Клімат Леншуйцзяна | Клімат Леншуйцзяна | Клімат Леншуйцзяна | Клімат Леншуйцзяна | Клімат Леншуйцзяна |
| Показник                | Січ.               | Лют.               | Бер.               | Квіт.              | Трав.              | Черв.              | Лип.               | Серп.              | Вер.               | Жовт.              | Лист.              | Груд.              | Рік                |
| Середня температура, °C | 4,7                | 5,7                | 10,3               | 16,2               | 21,2               | 24,6               | 28                 | 27,5               | 23,3               | 17,9               | 12,3               | 7,1                | 16,6               |
| Норма опадів, мм        | 54                 | 77.7               | 114.3              | 196.4              | 225.2              | 206.5              | 120.4              | 122.3              | 73.9               | 100.1              | 76.7               | 45                 | 1412.5             |
| Днів з опадами          | 15,4               | 15,1               | 18,8               | 19,8               | 18,3               | 15,2               | 11                 | 11,8               | 10,4               | 14,4               | 14,3               | 13,8               | 178,3              |
| Вологість повітря, %    | 76.6               | 78.9               | 79.8               | 80.2               | 80                 | 80.5               | 75.8               | 75.7               | 75.7               | 77                 | 77.1               | 75.6               | 77.7               |
| ----------------------- | ------------------ | ------------------ | ------------------ | ------------------ | ------------------ | ------------------ | ------------------ | ------------------ | ------------------ | ------------------ | ------------------ | ------------------ | ------------------ |
| Джерело: Weatherbase    |                    |                    |                    |                    |                    |                    |                    |                    |                    |                    |                    |                    |                    |